# إدوارد بارتلي
إدوارد بارتلي (بالإنجليزية: Edward Bartley)‏ هو مهندس معماري نيوزيلندي، ولد في 1839 في ساينت هيلير في جيرزي، وتوفي في 1919 في أوكلاند في نيوزيلندا.